# バージェシア
バージェシア（Burgessia）は、約5億年前のカンブリア紀に生息した化石節足動物の一属。丸い背甲と長い尾をもつ、カナダのバージェス動物群で見つかった Burgessia bella という1種のみによって知られる。

## 形態
全長最大1.7cm。頭部と胴部は1枚の丸い背甲（carapace）に覆われ、後端中央の窪みから1本の長い尾節（telson）が伸びる。背甲の表面は単調で眼などの構造体はないが、内部は体の正中線の消化管から左右に広く枝分かれた消化腺（digestive glands, diverticula）をもつ。尾節は剣状で途中に分節はない。
背甲の下に覆われる付属肢（関節肢）は1対の糸状の触角と11対の脚が知られる。脚は付け根と歩脚型の内肢（endopod）を含めて7節に分れ、基部の肢節ほど内側の突起が発達する。ほぼすべての脚は付け根に外肢（exopod）をもつ二叉型（biramous）だが、外肢の形は頭部と胴部の区分に応じて変わる。触角と前3対の脚は頭部由来で、この3対の脚の外肢は長い糸状に特化した。残り8対の脚は胴部由来で、そのうち前7対の外肢は鰭状で、最終の1対は退化的で内肢のみをもつ単肢型（unimarous）と考えられる。

## 生態
バージェシアは海底を徘徊する底生性動物で、触角と頭部の脚の外肢で堆積物を探索し、そこから微小な有機物を摂ったと考えられる。内肢の内側の突起で餌を握り潰し、鰭状の外肢は呼吸用の鰓であったとされる。カブトガニ類のように、長い剣状の尾節は裏返しされた体を元にひっくり返す機能があったと推測される。

## 分類

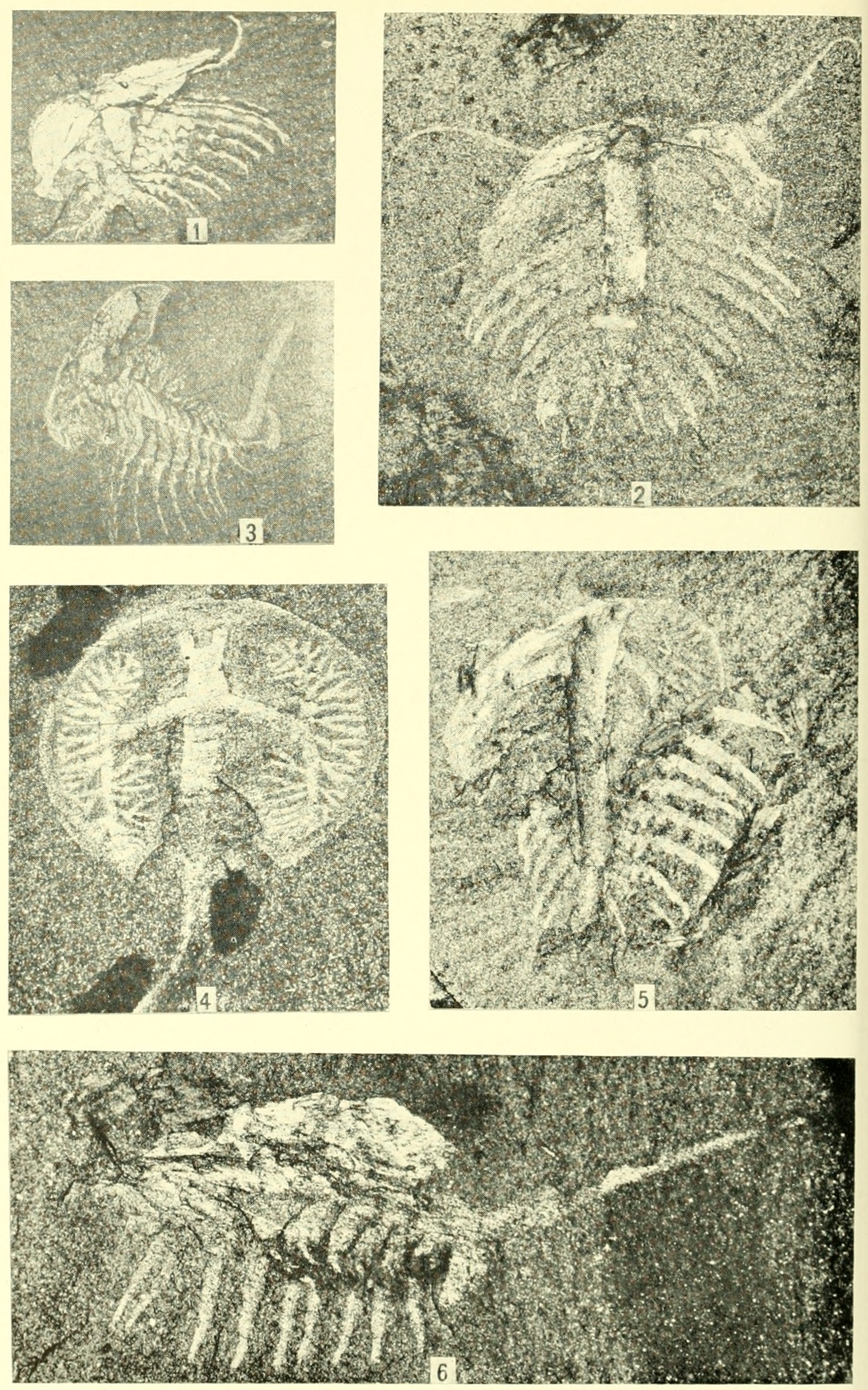
Walcott 1931 によるバージェシアの化石標本

2010年代現在、バージェシアは Hughes 1975 以降からの再検討はなく、節足動物における系統位置は未だに未解明である。頭部の付属肢構成（触角1対+二叉型の脚3対）は三葉虫などに似ているが、それ以外の特徴は明らかに異なる。20世紀初期ではバージェシアは甲殻類と解釈され、大まかな類似を基にカブトエビもしくはそれに近い鰓脚類と考えられた。20世紀後期以降ではこのような見解は否定されつつあり、一部の系統解析に三葉虫や鋏角類との類縁関係を提唱されたが、その基準は鋏角類の体制に対する誤解釈（詳細は鋏角類#化石節足動物との関係性を参照）をも踏まえており、有効性は否定的とされる。
2010年代現在、バージェシア（バージェシア属 Burgessia）は、カナダブリティッシュコロンビア州のバージェス頁岩（バージェス動物群、カンブリア紀ウリューアン期、約5億1,000万 - 5億500万年前）で見つかった模式種（タイプ種）である Burgessia bella のみによって知られる。